# Вольная борьба на летних Олимпийских играх 2016 — до 65 кг (мужчины)
Соревнования по вольной борьбе в весовой категории до 65 килограммов на летних Олимпийских играх 2016 года прошли 21 августа 2016 года на Арене Кариока 2. В этом весе приняли участие 21 спортсмен.

## Превью
Федерация Объединённый мир борьбы называет следующих спортсменов претендентами на призовые места :
Со-фавориты
- Чемпион мира 2014 года, бронзовый призёр чемпионата мира 2015 года Сослан Рамонов (№2 мирового рейтинга [2]);
- Действующий чемпион мира и Европы Франк Чамисо (№1)

Претенденты
- Чемпион Олимпийских игр 2012 года в весовой категории до 60 килограммов Тогрул Аскеров (№5);
- Бронзовый призёр Олимпийских игр 2012 года в весовой категории до 60 килограммов Йогешвар Дутт (№12)

Тёмные лошадки
- Ихтиёр Наврузов (№6), серебряный призёр чемпионата мира 2015 года, бронзовый призёр Азиатских игр 2014 года, но весьма нестабильно выступающий на международной арене.
- Ганзоригийн Мандахнаран (№9), двукратный (2013, 2014) бронзовый призёр чемпионатов мира.

## Турнир

### Призёры
| Золото                | Серебро                    | Бронза                     |
| Сослан Рамонов Россия | Торгул Аскеров Азербайджан | Франк Чамисо Италия        |
| Сослан Рамонов Россия | Торгул Аскеров Азербайджан | Ихтиёр Наврузов Узбекистан |